# Paul II Anton Esterházy
Paul II Anton Esterházy (ur. 22 kwietnia 1711 w Eisenstadt, zm. 18 marca 1762 w Wiedniu) – węgierski arystokrata i głowa rodu Esterházy, austriacki marszałek polny. Jego ojcem był Joseph Esterházy.

## Życiorys
Paul II Anton studiował w Wiedniu i w mieście Lejda w Holandii. Wspierał Habsburgów, jak było w zwyczaju rodu Esterházych. Maria Teresa Habsburg zawdzięczała mu przetrwanie trudnej sytuacji roku 1741 (wojna o sukcesję austriacką, 1741-1748). 6 lipca 1747 Maria Teresa mianowała go marszałkiem polnym porucznikiem, a po tejże wojnie, wysłała go jako ambasadora do Neapolu (1750–1753). W latach 1742–1762 był właścicielem i dowódcą regimentu huzarów.
Od roku 1756 toczyła się wojna siedmioletnia. Książę walczył w niej jako generał kawalerii. 13 maja 1758 został mianowany na stopień marszałka polnego.
W roku 1761 Joseph Haydn został u niego wicekapelmistrzem, pierwszym kapelmistrzem był Gregor Joseph Werner (1693-1766), a po śmierci Wernera jedynym kapelmistrzem.
Był bezdzietny, więc schedę przejął po nim brat Miklós József Esterházy.